# I've Seen That Face Before (Libertango)
"I've Seen That Face Before (Libertango)" (vaak afgekort tot I've Seen That Face Before) is een single uit 1981 van de Jamaicaanse zangeres Grace Jones. 
Het nummer is gebaseerd op "Libertango" uit 1974, een Argentijnse instrumentale tangoklassieker geschreven door bandoneonist Astor Piazzolla. Dit nummer wordt gecombineerd met invloeden uit de reggae chansons en  teksten geschreven door Jones en Barry Reynolds. 
Het nummer beschrijft de donkere kant van het Parijse nachtleven. Het nummer bevat gesproken delen in het Frans. Jones nam ook een Spaanstalige versie van het nummer op, getiteld "Esta cara me es conocida", en een Engelse versie met de Franse passage ditmaal in het Portugees .
Het nummer is opgenomen in Nassau, met Sly en Robbie, Wally Badarou, Barry Reynolds, Mikey Chung en Uziah Thompson. "I've Seen That Face Before" werd uitgebracht als de tweede single van Jones' succesvolle album Nightclubbing. Het nummer bereikte de eerste plaats in de Vlaamse hitlijst en nummer 2 in de Nederlandse Top 40. Buiten de Benelux was het minder succesvol, met nog top-40 noteringen in Italië, Spanje, Zweden, Zwitserland en West-Duitsland. 
Het nummer is prominent aanwezig in de zich in Parijs afspelende thriller Frantic uit 1988, geregisseerd door Roman Polanski en met Harrison Ford in de hoofdrol.
De versie van Libertango zoals Jones die heeft opgenomend is meermalen gecoverd, onder meer door Kirsty MacColl, Julien Clerc, Guy Marchand, Herb Alpert, Gary Burton, Al Di Meola, Richard Galliano, Camilla Henemark, Yo-Yo Ma, Kayah en Iva Zanicchi.
De Eindhovense zangeres Kovacs coverde in 2014 in de 3FM-studio het nummer, wat bijdroeg aan haar nationale doorbraak.

## NPO Radio 2 Top 2000
| Nummer met noteringen in de NPO Radio 2 Top 2000 | '99  | '00-'01 | '02  | '03-'08 | '09  |
| ------------------------------------------------ | ---- | ------- | ---- | ------- | ---- |
| I've Seen That Face Before                       | 1770 | -       | 1475 | -       | 1991 |

1. ↑  Een '-' betekent dat het nummer niet was genoteerd en een vetgedrukt getal geeft de hoogste notering aan.
2. ↑  Deze tabel is bijgewerkt tot en met de laatste editie (2024).